# Абстрактная модель
Абстрактная модель — модель, отражающая лишь самые общие характеристики моделируемого явления. Чаще всего абстрактная модель даёт лишь качественные характеристики моделируемого объекта или явления.

## Сферы применения абстрактных моделей
Такие модели могут применяться в физике, химии, экономике и других науках. Они нужны везде, где нужно составить самое общее, первичное представление об объекте. Особенно часто абстрактные модели применяются в социальных науках, где невозможно произвести непосредственный эксперимент, а также часто требуется вычленить определённое явление. Хорошим примером могут быть гуманитарные науки, такие как социология. Предметом её изучения является общество, над которым не представляется возможным ставить эксперименты. Поэтому социология вынуждена ограничиваться лишь мысленным экспериментом. Также из-за невообразимого количества взаимосвязей, присутствующих в обществе, социологу требуется выделить наиболее важные для его исследования объекты и взаимоотношения, то есть сформулировать абстрактную модель.
Обычно абстрактная модель является первым шагом в изучении явления и необходимым условием для появления математической модели изучаемого явления.